# (90414) Karpov
(90414) Karpov es un asteroide perteneciente al cinturón de asteroides, descubierto el 19 de diciembre de 2003 por Rafael Ferrando desde el Observatorio Pla D'Arguines, Segorbe (Castellón de la Plana), España.

## Designación y nombre
Designado provisionalmente como 2003 YP11. Fue nombrado Karpov en honor al jugador de ajedrez soviético ruso Anatoly Karpov, le enseñó a jugar su padre a la edad de cuatro años y comenzó a ganar a jugadores de más edad. Fue campeón del mundo de ajedrez entre los años 1975 y 1985 y de 1993 al 1999.

## Características orbitales
Karpov está situado a una distancia media del Sol de 2,387 ua, pudiendo alejarse hasta 2,539 ua y acercarse hasta 2,235 ua. Su excentricidad es 0,063 y la inclinación orbital 6,341 grados. Emplea 1347 días en completar una órbita alrededor del Sol.

## Características físicas
La magnitud absoluta de Karpov es 15,9.